# McKeesport
McKeesport est une ville du comté d'Allegheny dans l'État américain de la Pennsylvanie; Elle est située au confluent des rivières Monongahela et Youghiogheny et fait partie de la région métropolitaine de Pittsburgh. La population était de 19 731 habitants lors du recensement de 2010. En nombre d'habitants, c'est la deuxième plus grande ville du comté d'Allegheny, après Pittsburgh.
Nommée en 1795 en l'honneur de John McKee, son fondateur, McKeesport est resté un village jusqu'en 1830 lorsque l'extraction du charbon a commencé dans la région grâce à la présence de gisements de Houille.
McKeesport a été incorporée en 1842 en tant que municipalité et en 1891. Sa population a progressivement augmenté jusqu'au milieu du XXe siècle et a culminé dans les années 1940. La diminution de la population depuis les années 1940 est attribuable au malaise économique général qui a affecté la région lorsque l'industrie sidérurgique s'est déplacée ailleurs. L'employeur principal était le National Tube Works, un fabricant de tuyaux de fer, qui autrefois employait 10 000 hommes.

## Histoire
John McKee, un colon originaire de Philadelphie et fils de David McKee, a construit une cabane en rondins près de la confluence des rivières Monongahela et Youghiogheny, sur le site actuel de McKeesport. Après avoir repris l'activité de ferry de son père, il a conçu un plan pour une ville appelée McKee's Port. John a exposé sa proposition dans la Gazette de Pittsburgh, dans le cadre d'un programme selon lequel de nouveaux résidents pourraient acheter des terrains pour 20 $ (une loterie a été utilisée pour distribuer les parcelles afin d'éviter les plaintes de nouveaux propriétaires fonciers concernant des emplacements «inférieurs»).
À l'époque des guerres intercoloniales, George Washington vint souvent à McKeesport pour rendre visite à son amie, la Queen Alliquippa (en), une cheffe indienne de la tribu des Sénécas. Après avoir été fondée par la famille McKee en 1795, McKeesport a commencé à croître en 1830 lorsque l'extraction du charbon a commencé. La première école a été construite en 1832, avec James E. Huey comme maître d'école (le nom de rue Huey Street le rappelle). La première aciérie de la ville a été créée en 1851.
La National Tube Company a ouvert ses portes en 1872 et est devenue une partie de l'U.S. Steel. Dans les années qui ont suivi directement cette ouverture, selon le bureau du recensement des États-Unis, McKeesport était la municipalité à plus forte croissance du pays. Des familles sont arrivées d'autres parties de l'est des États-Unis, de l'Italie, de l'Allemagne, de la Russie, de la Pologne, de la Tchécoslovaquie et de la Hongrie, la plupart travaillant à la National Tube Company.
McKeesport a pris une importance nationale au cours des années 1900 en tant que centre de fabrication d'acier. La population de la ville a atteint un maximum de 55 355 en 1940.
National Tube a été fermée dans les années 1980, ainsi que d'autres usines sidérurgiques américaines dans la région. La ville, avec l'aide des agences de développement régional, a mené des efforts pour revitaliser les anciens sites d'usines.

## Personnalités
- Helen Richey (1909-1947), aviatrice pionnière, est née à McKeesport.
- Byron Janis (1928-2024), musicien américain, est né à Mckeesport.